# Altamaha
Altamaha (ang. Altamaha River) – rzeka w Stanach Zjednoczonych, w stanie Georgia, w południowej części Niziny Atlantyckiej. Długość rzeki wynosi 221 km, zlewnia 39 tys km².
Rzeka powstaje z połączenia rzek: Oconee i Ocmulgee, a uchodzi do Oceanu Atlantyckiego.
Altamaha płynie przez rzadko zaludnione tereny leśne oraz bagienne.
Rzeka jest wykorzystywana do spławu drewna.